# Sollebrunn
Sollebrunn – miejscowość (tätort) w Szwecji, w regionie administracyjnym (län) Västra Götaland, w gminie Alingsås.
Według danych Szwedzkiego Urzędu Statystycznego liczba ludności wyniosła: 1482 (31 grudnia 2015), 1533 (31 grudnia 2018) i 1526 (31 grudnia 2019).